# 卵叶石笔木
卵叶石笔木（学名：Tutcheria ovalifolia）为山茶科石笔木属下的一个种。

## 扩展阅读
- 維基物種上的相關：卵叶石笔木